# Santa Teresa (ort i Brasilien, Espírito Santo, Santa Teresa)
Santa Teresa är en ort i Brasilien.   Den ligger i kommunen Santa Teresa och delstaten Espírito Santo, i den sydöstra delen av landet, 900 km sydost om huvudstaden Brasília. Santa Teresa ligger 656 meter över havet och antalet invånare är 9 156.
Terrängen runt Santa Teresa är huvudsakligen kuperad, men åt nordost är den platt. Santa Teresa är det största samhället i trakten.
I omgivningarna runt Santa Teresa växer i huvudsak städsegrön lövskog. Runt Santa Teresa är det ganska glesbefolkat, med 34 invånare per kvadratkilometer.